# الطريق الأوروبي E84
الطريق الأوروبي E84 هو طريق من شبكة الطرق الأوروبية الدولية. يبدأ من بوابة حدود إيبسالا اليونانية مع تركيا وينتهي في سلوري بتركيا.